# Tirensko more
Tirensko more nalazi se zapadno od Italije. Dio je Sredozemnog mora. Tirensko more je s Jonskim morem povezano Mesinskim vratima. Dubina Tirenskog mora iznosi maksimalno 3785 metara.

## Poveznice
- Sredozemno more

## Vanjske poveznice
Sestrinski projekti
|  | Zajednički poslužitelj ima još gradiva o temi Tirensko more |